# Матвіївська сільська рада (Чигиринський район)
Матвіївська сільська́ ра́да — адміністративно-територіальна одиниця та орган місцевого самоврядування в Чигиринському районі Черкаської області. Адміністративний центр — село Матвіївка.

## Загальні відомості
- Населення ради: 741 особа (станом на 2001 рік)

## Населені пункти
Сільській раді підпорядковані населені пункти:
- с. Матвіївка
- с-ще Скаржинка

## Склад ради
Рада складається з 14 депутатів та голови.
- Голова ради: Кобзар Василь Романович
- Секретар ради: Саченко Марія Григорівна

### Керівний склад попередніх скликань
| Прізвище, ім'я, по батькові | Основні відомості                                                                       | Дата обрання | Дата звільнення |
| --------------------------- | --------------------------------------------------------------------------------------- | ------------ | --------------- |
| Кобзар Василь Романович     | Сільський голова, 1957 року народження, освіта середня спеціальна, безпартійний         | 26.03.2006   | 31.10.2010      |
| Кобзар Василь Романович     | Сільський голова, 1957 року народження, освіта середня спеціальна, член Партії регіонів | 31.10.2010   |                 |

Примітка: таблиця складена за даними сайту Верховної Ради України

### Депутати
За результатами місцевих виборів 2010 року депутатами ради стали:

#### За суб'єктами висування
| Суб'єкт висування | Кількість обраних депутатів | %    |
| ----------------- | --------------------------- | ---- |
| Самовисування     | 12                          | 85,7 |
| Народна партія    | 2                           | 14,3 |

#### За округами
| № округу       | Прізвище, ім'я, по батькові   | Дата визнання обраним | Освіта | Партійна приналежність | Відомості про обраного депутата                                                |
| -------------- | ----------------------------- | --------------------- | ------ | ---------------------- | ------------------------------------------------------------------------------ |
| Народна Партія |                               |                       |        |                        |                                                                                |
| 1              | Поліщук Володимир Васильович  | 01.11.2010            | вища   | член Народної партії   | Матвіївське лісництво, звалювальник лісу                                       |
| 7              | Приходько Андрій Федорович    | 01.11.2010            | вища   | член Народної партії   | Матвіївське лісництво, лісничий                                                |
| Самовисування  |                               |                       |        |                        |                                                                                |
| 2              | Ковтун Ганна Володимирівна    | 01.11.2010            | вища   | позапартійна           | Матвіївська амбулаторія, медсестра                                             |
| 3              | Кобзар Наталія Миколаївна     | 01.11.2010            | вища   | член Партії регіонів   | ПП Токман А. М., продавець                                                     |
| 4              | Герасименко Микола Григорович | 01.11.2010            | вища   | позапартійний          | пенсіонер                                                                      |
| 5              | Лиса Галина Іванівна          | 01.11.2010            | вища   | член Партії регіонів   | Чигиринський соціальний центр обслуговування пенсіонерів, соціальний працівник |
| 6              | Філоненко Людмила Михайлівна  | 01.11.2010            | вища   | член Партії регіонів   | Відділення зв'язку, начальник                                                  |
| 8              | Бобик Світлана Іванівна       | 01.11.2010            | вища   | позапартійна           | Матвіївська амбулаторія, медсестра                                             |
| 9              | Омельченко Сергій Васильович  | 01.11.2010            | вища   | позапартійний          | приватний підприємець                                                          |
| 10             | Панченко Олена Сергіївна      | 01.11.2010            | вища   | член Партії регіонів   | Матвіївська амбулаторія, лаборант                                              |
| 11             | Кучер Василь Васильович       | 01.11.2010            | вища   | член Партії регіонів   | Матвіївська сільська рада, землевпорядник                                      |
| 12             | Філоненко Катерина Миколаївна | 01.11.2010            | вища   | член Партії регіонів   | Сільський будинок культури, директор                                           |
| 13             | Міхно Володимир Петрович      | 01.11.2010            | вища   | член Партії регіонів   | ТОВ «Чигиринзерно», керуючий                                                   |
| 14             | Саченко Марія Григорівна      | 01.11.2010            | вища   | член Партії регіонів   | Матвіївська сільська рада, секретар                                            |